# Angelina Valentine
Angelina Valentine (Kentucky, 19 de setembro de 1986) é uma atriz pornográfica estadunidense.

## Biografia
Valentine é de ascendência mista italiana e venezuelana. Ela cresceu em uma fazenda no interior de Kentucky e frequentou escolas particulares católicas. Angelina começou na indústria de entretenimento adulto dançando em um clube de striptease em Kentucky. A atriz de cinema adulta Adriana Sage descobriu Valentine enquanto trabalhava como dançarina de destaque no clube e a incentivou a ir a Los Angeles, Califórnia, para seguir carreira em filmes pornográficos. Angelina começou a se apresentar em filmes hardcore explícitos em aos 20 anos em 2007. Valentine ganhou o Deep Throat Award da X-rated Critics 'Organization em 2009. Além disso, Angelina foi nomeada para vários AVN Awards que incluem Star Star do Ano em 2010 e Unsung Starlet of the Year em 2010 e 2012. Ela é um ávido fã de death metal e filmes de terror e horror.

## Prêmios e Indicações
| Ano  | Resultado | Prêmio                     | Filme               |
| ---- | --------- | -------------------------- | ------------------- |
| 2009 | Indicado  | Best Threeway Sex Scene    | Filth Cums First 3  |
| 2009 | Indicado  | Best New Starlet           |                     |
| 2009 | Indicado  | Best Group Sex Scene       | Oil Overload        |
| 2009 | Indicado  | Best New Web Starlet       |                     |
| 2009 | Indicado  | Unsung Starlet of the Year |                     |
| 2010 | Indicado  | Best New Web Starlet       |                     |
| 2010 | Indicado  | Unsung Starlet of the Year |                     |
| 2012 | Indicado  | Unsung Starlet of the Year |                     |
| 2014 | Indicado  | Best Group Sex Scene       | Big Tits at Work 19 |
| 2014 | Indicado  | Best POV Sex Scene         | Inked Angels 1      |
| 2014 | Indicado  | Best Transsexual Sex Scene | Trans At Play       |

| Ano  | Resultado | Prêmio                        | Filme                |
| ---- | --------- | ----------------------------- | -------------------- |
| 2011 | Indicado  | Female Performer of the Year  |                      |
| 2014 | Indicado  | Best Scene - Vignette Release | Real Wife Stories 15 |

| Ano  | Resultado | Prêmio            | Filme |
| ---- | --------- | ----------------- | ----- |
| 2009 | Venceu    | Deep Throat Award |       |

- 2010: Tranny Award – Melhor atriz não-transexual[6]